# Sergio Arribas
Sergio Arribas Calvo (Madrid, 30 settembre 2001) è un calciatore spagnolo, centrocampista dell'Almería.

## Caratteristiche tecniche
Esterno offensivo tecnico e molto dinamico, ha un ottimo tempismo negli inserimenti e sa svariare fra le linee di centrocampo e attacco.

## Carriera
Nato a Madrid, entra a far parte del settore giovanile del Real Madrid nel 2012, dopo aver giocato per CDE Benito Pérez Galdós e Leganés. Nella stagione 2019-2020 è uno dei protagonisti della formazione under-20 che trionfa in UEFA Youth League, realizzando due assist nella finale vinta per 3-2 contro il Benfica; dopo la vittoria della competizione viene promosso nel Castilla.
Il 20 settembre 2020 riceva la prima convocazione in prima squadra in vista della prima giornata di campionato contro la Real Sociedad; inizialmente in panchina, subentra nei minuti di recupero a Vinícius Júnior facendo così il suo esordio fra i professionisti. Il 9 dicembre seguente debutta in Champions League nell'incontro della fase a gironi vinto 2-0 contro il Borussia M'gladbach.
Il 9 agosto 2023 viene ceduto a titolo definitivo all'Almería.

## Statistiche
Statistiche aggiornate al 2 maggio 2021.

### Presenze e reti nei club
| Stagione           | Squadra            | Campionato         | Campionato | Campionato | Coppe nazionali | Coppe nazionali | Coppe nazionali | Coppe continentali | Coppe continentali | Coppe continentali | Altre coppe | Altre coppe | Altre coppe | Totale | Totale | Totale |
| Stagione           | Squadra            | Comp               | Pres       | Reti       | Comp            | Pres            | Reti            | Comp               | Pres               | Reti               | Comp        | Pres        | Reti        | Pres   | Reti   |        |
| ------------------ | ------------------ | ------------------ | ---------- | ---------- | --------------- | --------------- | --------------- | ------------------ | ------------------ | ------------------ | ----------- | ----------- | ----------- | ------ | ------ | ------ |
| 2020-2021          | Real M. Castilla   | SDB                | 11         | 3          |                 | -               | -               |                    | -                  | -                  |             | -           | -           | 11     | 3      |        |
| 2020-2021          | Real Madrid        | PD                 | 8          | 0          | CR              | 0               | 0               | UCL                | 2                  | 0                  | -           | -           | -           | 10     | 0      |        |
| 2021-2022          | Real Madrid        | PD                 | 0          | 0          | CR              | 0               | 0               | UCL                | 0                  | 0                  | -           | -           | -           | 0      | 0      |        |
| 2022-2023          | Real Madrid        | PD                 | 2          | 0          | CR              | 1               | 0               | UCL                | 0                  | 0                  | SU+CmC      | 0+1         | 0+1         | 4      | 1      |        |
| Totale Real Madrid | Totale Real Madrid | Totale Real Madrid | 10         | 0          |                 | 1               | 0               |                    | 2                  | 0                  |             | 1           | 1           | 14     | 1      |        |
| 2023-2024          | Almería            | PD                 | 34         | 9          | CR              | 2               | 0               | -                  | -                  | -                  | -           | -           | -           | 36     | 9      |        |
| 2024-2025          | Almería            | PD                 | 14         | 4          | CR              | 1               | 0               | -                  | -                  | -                  | -           | -           | -           | 15     | 4      |        |
| Totale Almeria     | Totale Almeria     | Totale Almeria     | 48         | 13         |                 | 3               | 0               |                    | -                  | -                  |             | -           | -           | 51     | 13     |        |
| Totale carriera    | Totale carriera    | Totale carriera    | 69         | 16         |                 | 4               | 0               |                    | 2                  | 0                  |             | 1           | 1           | 76     | 17     |        |

## Palmarès

### Club

#### Competizioni giovanili
- UEFA Youth League: 1

Real Madrid: 2019-2020

#### Competizioni internazionali
- Coppa del mondo per club: 1

Real Madrid: 2022